# Tijdlijn van Studio 100
De onderstaande opsomming van gebeurtenissen is een overzicht van de geschiedenis van Belgisch entertainmentbedrijf Studio 100.
De info over de speciale afleveringen van Studio 100 is te vinden op Speciale afleveringen van Studio 100.

## Voor 1996

### Algemeen
- Studio 100 werd in 1996 opgericht door Gert Verhulst, Danny Verbiest en Hans Bourlon. De samenwerking tussen deze drie personen ontstond reeds in 1989. In dat jaar startte omroeper Gert op de toenmalige BRT een nieuw initiatief: een sprekende hond naast de omroeper om het omroepen wat op te fleuren, Samson was geboren. Het werd een enorm succes en Samson & Gert kregen een eigen programma.
- Diverse merchandise producten verschenen op de markt, zoals cd's, stripverhalen en speelgoed.

### Show
- Tijdens de kerstvakantie van 1991 stonden Samson, Gert en alle vrienden voor het eerst op het podium in de Koningin Elisabethzaal te Antwerpen. De Samson & Gert Kerstshow was geboren.
- Van 1994 tot 1997 verzorgen Samson & Gert tijdens de zomermaanden de Samson & Gert Zomershow in de Efteling.

## 1997

### Televisie
- De eerste aflevering van Kabouter Plop werd op 27 augustus uitgezonden op VTM.

## 1998

### Musical
- De allereerste musical van Studio 100 was Sneeuwwitje.
- Sneeuwwitje haalde de krantenkoppen omdat actrice Sanne de prins (Chris van Tongelen) niet wilde kussen.

## 1999

### Film
- De Kabouterschat was de allereerste film van Studio 100. Kabouter Plop en zijn vrienden vinden een schatkaart en gaan op zoek naar de grootse kabouterschat.

### Musical
- De musical in 1999 was Assepoester.

### Televisie
- Wizzy en Woppy (Ketnet) en Big & Betsy (Kanaal 2) waren de nieuwe programma's.

## 2000

### Film
- Plop in de Wolken was de tweede Plop-film.

### Muziek
- Kabouterdans, van Kabouter Plop, werd een enorm succes.

### Musical
- Pinokkio was de derde musical en ging dit jaar in première.

### Plopsa
- Op 29 april opende Plopsaland in De Panne de deuren. Studio 100 en VMMa hebben het vroegere Meli Park omgetoverd tot een pretpark waar de populaire figuren centraal staan. Het park opent met vier themazones gebaseerd op Samson en Gert, Kabouter Plop, Big & Betsy en Wizzy en Woppy. Doorheen de jaren zal het park steeds meer creaties van Studio 100 toevoegen.

### Krantjes
- Op 22 april verscheen de laatste editie van de Samson & Gert Krant in Het Laatste Nieuws en De Nieuwe Gazet. Voortaan kun je er de Plopsakrant vinden.

### Televisie
- Big & Betsy is niet langer een presentatieprogramma op Kanaal 2, maar de Big & Betsy Show (afleveringen dus) worden voortaan uitgezonden op VTM.

## 2001

### Musical
- In Antwerpen kon je gaan kijken naar de musical Robin Hood.
- Niet de musical Robin Hood, maar de musical Sneeuwwitje kon je gaan bekijken in Nederland.

### Televisie
- Piet Piraats Scheve Schuit vaart voor de eerste keer uit. Samen met zijn trouwe hulpjes Berend, Stien en Steven brengen ze telkens een avontuur van 5 minuten op de buis.

## 2002

### Musical

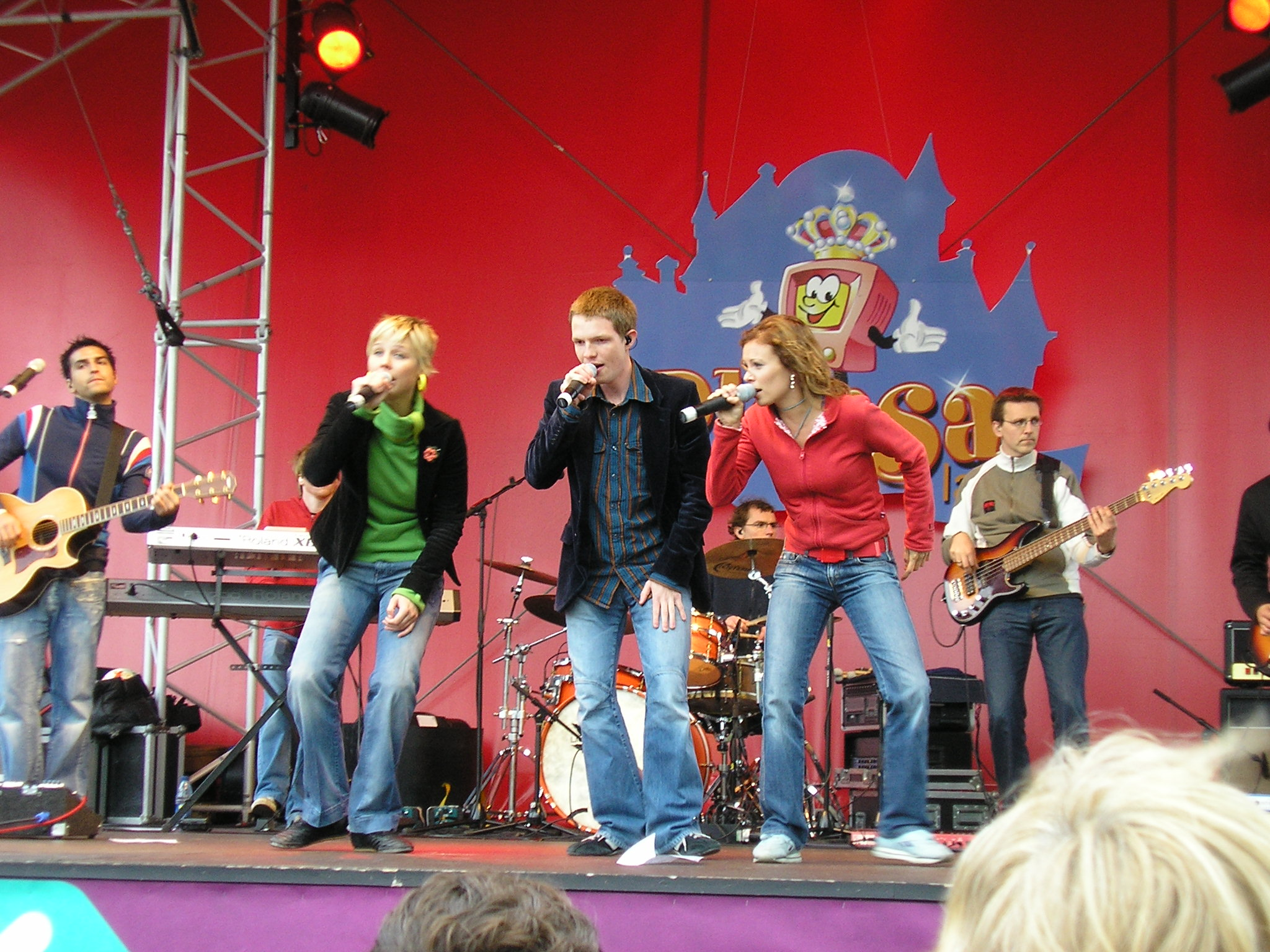
De jongens en meisjes van Spring tijdens een optreden in Plopsaland De Panne

- De jaarlijkse musical was dit jaar Doornroosje. De meisjes van K3 speelden in de musical de feeën. Voor het eerst was deze musical niet alleen te zien in Antwerpen, maar ook in Hasselt.
- De musical werd ook nog vertoond in verschillende Nederlandse zalen. Tot spijt van sommige Nederlanders speelde K3 niet mee in de Nederlandse versie.

### Muziek
- De titelsong Toveren uit musical Doornroosje verkoopt enorm goed.
- Studio 100 neemt de meidengroep K3 over van Niels William. Daarvoor hadden Studio 100 en K3 wel al samengewerkt voor de musical Doornroosje.

### Televisie
- Het programma Spring verscheen voor het eerst op de Vlaamse buis. Buiten een tv-programma bracht de muziekgroep Spring de titelsong van de reeks uit: Spring!

## 2003

### Film
- Kabouter Plop zwaaide dit jaar zijn toverstaf uit over het kabouterbos in de film Plop en de Toverstaf.

### Muscial
- K3 speelde de hoofdrol in de musical De 3 Biggetjes.
- In het Efteling Theater kon je gaan kijken naar de musical Doornroosje. Deze musical was ook nog begin 2004 te bekijken in het sprookjestheater.

### Televisie
- Het programma De Wereld van K3 komt voor het eerst op televisie.
- Op VT4 kwam de quiz Ups & downs.
- Op VTM kwam de televisieserie Hallo België

## 2004

### Film
- De meisjes van K3 presenteerden hun eerste film: K3 en het magische medaillon.
- Plops vierde film was Plop en Kwispel.

### Muziek
- Ook TopStars bracht hun eerste single uit, namelijk een Nederlandse versie van Spring.

### Musical
- In het begin van het jaar was de musical De Kleine Zeemeermin in Antwerpen en Hasselt te bewonderen. Op het einde van het jaar kon je hem exclusief gaan bekijken in het Efteling Theater.

### Televisie
- Het vrolijke clowntje Bumba presenteerde voor het eerst zijn circus op Ketnet en Z@ppelin.
- De eerste aflevering van TopStars werd uitgezonden op Z@PP. De eerste reeks was een kopie van Spring, maar de tweede en verdere reeksen kregen een andere verhaallijn dan Spring.
- Studio 100 kreeg een eigen blok op Nederland 3: De Wereld is Mooi.

## 2005

### Algemeen
- Danny Verbiest verkocht zijn aandelen van Studio 100, waardoor Gert Verhulst en Hans Bourlon alleen de eigenaars worden van de groep.
- Radio BemBem - de online radiozender van Studio 100 - ging voor het eerst in de ether in december.

### Film
- Dit jaar waren er twee nieuwe films: Plop en het Vioolavontuur (Plops vijfde film) en Piet Piraat en de Betoverde Kroon.

### Musical
- De musical Sneeuwwitje werd vertoond in Antwerpen, Hasselt en ook in Oostende.

### Show
- Studio 100 maakte voor De Efteling de nieuwste sprookjesshow.

### Plopsa
- De VMMa verkocht haar aandelen van Plopsaland aan Studio 100. Daardoor werd Studio 100 volledig eigenaar van het pretpark.
- Op 24 december opende Plopsa Indoor Hasselt de deuren, het tweede pretpark.
- Eind december maakte Studio 100 ook de overname van het pretpark Télécoo bekend.

### Televisie
- Samson en Gert vierde in Sint-Niklaas het 15-jarig bestaan van Samson & Gert!
- Danny "Samson" Verbiest stopte met Samson. De vervanger is Peter Thyssen.

## 2006

### Algemeen
- Op 10 en 11 juni werd een groot feest gegeven in Plopsaland ter ere van het 10-jarig bestaan van Studio 100. Hoogtepunt van het feest is de opening van een K3-museum.
- Fortis Private Equity neemt een belang in het kapitaal van Studio 100. Gert Verhulst, Hans Bourlon en Fortis Private Equity bezitten nu elk 33,3% van de aandelen van Studio 100.

### Film
- In de zomer was er een nieuwe K3-film: K3 en het IJsprinsesje.
- In het najaar verscheen de Plop-film nummer 6: Plop in de stad.
- Piet Piraat en het Vliegende Schip is de tweede film van Piet Piraat.

### Musical
- Dit jaar was er een nieuwe versie van Pinokkio te bekijken in België.

### Muziek
- Bo en Monica brengen hun eerste single uit: Gonna be a Star.

### Plopsa
- De naam van Télécoo veranderde midden juli in Plopsa Coo.

### Televisie
- Nickelodeon maakte in samenwerking met Studio 100 Het Huis Anubis.
- Superheldin Mega Mindy vloog eind oktober in actie.

## 2007

### Algemeen
- Op 2 februari werd in Plopsa Indoor Hasselt van 17 tot 20 uur een gratis feestje gehouden voor 1500 personen ter gelegenheid van een belofte die Gert Verhulst 16 jaar geleden deed in het liedje 10 miljoen. Hij deelde er gratis chocolade en limonade uit. 500 tickets werden exclusief verdeeld aan kansarme kinderen.

### Film
- Er kwam in oktober weer een Plopfilm: Plop en de Pinguïn.
- K3 verscheen weer op het witte doek met een derde film: K3 en de Kattenprins.

### Musical
- De musical De Drie Biggetjes werd van onder het stof gehaald, met opnieuw K3 in de hoofdrol. De musical was te zien in Hasselt en Antwerpen.

### Muziek
- In Duitsland werd Wir 3 gelanceerd, een equivalent van het Vlaamse K3.
- K3 kreeg wassen beelden in Madame Tussauds Amsterdam.
- De eerste complete cd van Het Huis Anubis kwam uit in oktober.

### Show
- Eind 2007 verzorgde Studio 100 de productie van de Dora-show die doorheen Vlaanderen en Nederland toerde.

### Televisie
- In Wallonië startte de Franstalige versie van Samson en Gert, getiteld Fred et Samson. Ze zijn omroepers in het programma Plopsa, waarin andere Studio 100-figuren verschijnen.
- Ook Kabouter Plop kreeg een Waalse variant. Na jaren een nagesynchroniseerde versie, neemt Studio 100 verschillende afleveringen opnieuw op met Waalse acteurs.
- De Waalse kinderen kunnen voortaan ook naar Wizzy & Woppy in het Frans kijken: vanaf februari 2007 werd Wizzy & Woppy in het Frans uitgezonden op Club RTL. Ook Bumba was vanaf nu te bekijken op Club RTL.

## 2008

### Muziek
- In januari kwam de eerste cd van Mega Mindy uit.
- Radio Bembem brengen hun eerste liedje en teven eens ook hun laatste liedje uit: Al wat je zegt dat ben je zelf.
- Studio 100 nemen vanaf dit jaar ook De Dalton Sisters onder hun hoede. Ze werden bekend na hun deelname aan de Belgische voorrondes voor het Junior Eurosong-festival.

### Film
- De film van Samson en Gert kwam uit onder de titel Hotel op stelten.
- Er kwam een re-make van De Kabouterschat uit.
- De eerste film van de reeks Anubis en het Pad der 7 Zonden verscheen op het witte doek.
- Er kwam een derde film van Piet Piraat uit in december.

### Musical
- In Nederland kwam de musical Pinokkio uit.
- De musical Daens, naar de gelijknamige film, startte in oktober 2008.
- Mega Mindy en de schitterende smaragd ging in première (start van een tour doorheen Vlaanderen en Nederland).
- In samenwerking met Nickelodeon maakte Studio 100 de eerste Huis Anubis Show.

### Televisie
- In november 2008 verscheen de Ketnetserie Amika.
- Studio 100 werkte samen met BBC voor twee nieuwe programma's: Big en Small en Kerwhizz.
- Studio 100 kocht voor 41 miljoen euro Sport Media, een onderdeel van het Duitse bedrijf EM, op.
- In 2008 richtte Studio 100 de Franse animatiestudio Studio 100 Animation op.
- Studio 100 heeft nu een eigen tv-zender, Studio 100 TV, die te bekijken is in Vlaanderen via Telenet Digital TV.
- Op 13 december verscheen op Ketnet de allereerste aflevering van AbraKOdabra, de goochelshow van Kobe Van Herwegen.

## 2009

### Algemeen
- Studio 100 krijgt hun gratis krantje bij het laatste nieuws, Studio 100 Krant.

### Film
- Plop en de kabouterbaby, de achtste film van Kabouter Plop, verscheen in het najaar in de bioscopen.
- Het geheim van Mega Mindy, de eerste film van Mega Mindy, verscheen in de bioscopen.
- Anubis en de wraak van Arghus verscheen in december in de bioscopen.

### Televisie
- Bol en Smik, de Nederlandse versie van Big en Small, was in februari voor het eerst te zien op de Ketnet.
- De tweede reeks van Amika werd opgenomen.
- Das Haus Anubis, de Duitse re-make van Het Huis Anubis, kwam in september op de Duitse, Oostenrijkse en Zwitserse televisie. En ook in Zweden en Mexico was Het Huis Anubis voor het eerste te beleven; hier werd de Nederlandse versie gedubd. Dit alles via Nickelodeon en Once TV México.
- Kwiskwat, de Nederlandse versie van Kerwhizz, was voor het eerst op Ketnet te zien in september.
- De nieuwe producties Dobus en Slot Marsepeinstein werden ook in het najaar van 2009 voor het eerst uitgezonden.
- Vanaf het najaar konden de Franstalige kinderen nu ook genieten van Piet Piraat (Pat le Pirate) in het Frans op Club RTL.
- Josje Huisman werd in K2 zoekt K3 op VTM en SBS6 verkozen als nieuw K3-lid.
- Op 16 september verscheen Bumba voor het eerst op tv in Duitsland (zender: Junior TV). En een tijdje later verscheen Bumba ook op de Catalaanse en Canadese televisie.
- Mega Mindy en Amika waren vanaf het najaar te zien op de Italiaanse televisie.
- De vele programma's die in handen van EM waren worden sinds oktober op de nieuwe zender vtmKzoom uitgezonden.

### Musical
- Anubis en de Legende van het Spooktheater. In samenwerking met Nickelodeon maakte Studio 100 de tweede Huis Anubis Show.

### Muziek
- Niels Destadsbader tekende een contract met Studio 100 als singer-songwriter. Eind juni verscheen zijn single Jij bent van mij.
- Ook Free Souffriau ging in zee met Studio 100. Ze brengt een cd uit met een ode aan Ann Christy en met muzikale ondersteuning van Miguel Wiels.
- Radio Bembem werd opgedoekt, en kreeg een doorstart onder de naam Studio 100 TV Band.

### Plopsa
- Op 18 mei ging de nieuwe attractie "Anubis: The Ride" officieel open. "Anubis: The Ride" is een vierendertig meter hoge achtbaan met drie loopings. De snelheid bedraagt 90 km/h in 2 seconden. De opening gebeurde in het bijzijn van de volledige cast van de televisieserie Het Huis Anubis en de Studio 100-bazen Gert Verhulst en Hans Bourlon. Nienke knipte het lint door. Het was ook zij die samen met Gert Verhulst het eerste ritje maakte.

## 2010

### Televisie
- De spin-off van Het Huis Anubis, getiteld Anubis en de Vijf van het Magische Zwaard, is voor het eerst op Nickelodeon te zien zijn.
- Mega Toby kreeg zijn eigen televisiespecial, die te zien was op Ketnet. De special is ook op dvd verschenen.
- In het voorjaar is er een Kabouter Plop-special verschenen, namelijk een Paasspecial Kabouter Plop en de Kabouter Paashaas , voor deze special is Luc Caals terug in de huid van kabouter Smul gekropen.
- In het najaar was de Amerikaanse versie van Het Huis Anubis, getiteld House of Anubis, voor het eerst te zien in de Verenigde Staten.
- In het najaar verscheen er een eerste sitcom rond de meidengroep K3. Deze is zowel in Vlaanderen als in Nederland te zien zijn. Deze serie heet Hallo K3!.
- Het zangprogramma Zing-Je-Ding! is voor het eerst op de buis.
- Studio 100 richtte samen met Peter Goossens de zender Njam! op.

### Muziek
- Das Haus Anubis krijgt zijn eerste cd.
- Dobus brengt zijn eerste cd uit.

### Films
- In december 2010 zal de tweede film van Mega Mindy op het witte doek verschijnen, Mega Mindy en het Zwarte Kristal.

### Plopsa
- Plopsa Indoor Coevorden opent zijn deuren. Het is het eerste overdekte pretpark van Studio 100 in Nederland.
- Studio 100 neemt het Duitse pretpark Holiday Park over.

## 2011

### Televisie
- Bobo, bekend van een kindertijdschrift, krijgt zijn eigen programma.
- Er verschijnt een nieuwe televisieprogramma rond Piet Piraat, namelijk Piet Piraat en de wonderwaterwereld.
- In het najaar van 2011 verschijnt er het tweede seizoen van Hallo K3.
- In het najaar komen er ook 2 nieuwe series op Ketnet: Rox en Galaxy Park.

### Musical
- De musical Alice in Wonderland start zijn tournee door België en Nederland in de paasvakantie. De musical is een wereldprimeur[bron?] aangezien voor de eerste keer in musicals gebruik wordt gemaakt van 3D.[bron?]

### Films
- In december 2011 verschijnt Mega Mindy voor de derde keer in de bioscoop, Mega Mindy en de Snoepbaron.

### Plopsa
- In Plopsaland De Panne opent Maya Land, een nieuw overdekt themagebied.
- In Plopsa Coo opent Vicky: The Ride, een nieuwe draaiende achtbaan.

### Internationaal
- In januari ging de Engelse re-make van het populaire Het Huis Anubis in prémiere op de Amerikaanse zender Nick. De serie haalde meteen hoge kijkcijfers en inmiddels is al bekendgemaakt dat er een 2de seizoen komt. Sinds Februari is House of Anubis ook te zien in Engeland, Australië en Nieuw-Zeeland.
- De musical Pinokkio krijgt haar Turkse equivalent genaamd Pinokyo.

## 2012

### Televisie
- Februari 2012 verschijnt de nieuwe serie. Jabaloe, een wild westavontuur.
- Nickelodeon zendt een nieuwe serie Hotel 13.
- Maja de Bij krijgt een gloednieuwe 3D-animatieserie.

### Show
- K3 komt terug naar Ahoy en het Sportpaleis

### Films
- Kabouter Plop beleeft zijn 9de filmavontuur. Plop wordt Kabouterkoning
- K3 krijgt hun 4de speelfilm. K3 Bengeltjes

### Musicals
- Robin Hood de musical is terug van weggeweest. Een deel van de cast is hetzelfde, maar de hoofdrollen zijn veranderd. (Robin Hood wordt gespeeld door Jelle Cleymans, Marianne door Free Souffriau, De sheriff van Nothingham door Peter Thyssen. Koen Crucke en Peter Van De Velde hernemen hun rollen als Koning Jan en Kleine Jan terwijl Chris Cauwenberghs in de huid kruipt van Broeder Tuck.

## 2013

### Televisie
- Wickie de Viking krijgt een 3D-animatieserie[bron?]

### Film
- Piet Piraat verschijnt voor de vierde keer in de film Piet Piraat en het Zeemonster

### Plopsa
- Plopsaland De Panne opent eigen theater en tijdens de zomervakantie ook hun eigen stukje Wickie-land.

## 2014

### Film
- K3 Dierenhotel
- Maya: eerste vlucht

### Televisie
- Nieuwe serie: Prinsessia
- Nieuwe serie: Ghost Rockers
- Nieuwe serie: K3 Kan Het!
- Nieuwe serie: Daar is Dobus
- Samson en Gert keren na 10 jaar terug op tv met nieuwe avonturen (kerstafleveringen)

### Musicals
- '14-'18

### Muziek
- Nieuwe band: Ghost Rockers van de gelijknamige serie

### Theater
- Plop Show - Het Sprookjesboek

### Internet
- Wanagogo

## 2015

### Algemeen
- K3 kondigt aan dat ze op zoek gaan naar drie nieuwe zangeressen.

Klaasje Meijer, Hanne Verbruggen en Marthe De Pillecyn zullen voortaan de gezichten worden van de nieuwe K3.

### Televisie
- Nieuwe serie: De avonturen van K3
- Nieuwe serie: Lolly Lolbroek, te zien op Studio 100 TV
- Nieuwe serie: Flin & Flo, eveneens te zien op Studio 100 TV.
- Nieuwe serie: K3 zoekt K3, zoektocht naar een nieuwe bezetting voor K3.
- Nieuwe serie: Twinipop, peuterserie op Studio 100 TV.
- Nieuwe serie: Plop en de Peppers, serie rond het personage Kabouter Plop
- Nieuwe serie: Nachtwacht

### Musicals
- Wickie de musical, een musical met Wickie de Viking in de hoofdrol.
- Kadanza gaat in première na een lange zoektocht naar de minderjarige hoofdrolspelers.

### Film
- Mega Mindy versus Rox, in deze film nemen Mega Mindy en team Rox het tegen elkaar op. Het is de eerste film waarin meerdere Studio 100-producties samenkomen.

### Theater
- K3 Kan Het! Show, gebaseerd op de televisieserie K3 Kan Het!.

## 2016

### Televisie
- Studio 100 TV is nu ook beschikbaar in Wallonië.
- Nieuwe serie: K3 Dansstudio wordt uitgezonden door vtmKzoom.
- Nieuwe serie: Wij zijn K3!
- Nieuwe serie: Kosmoo
- De Sterrenstudio is vanaf 23 januari te zien op Studio 100 TV.
- Studio 100 maakt als productiehuis een nieuw seizoen van het oude programma Zeg Eens Euh! voor VIER.

### Theater
- Ghost Rockers on Tour
- K3 Afscheidstour waarbij de fakkel in de laatste show definitief wordt doorgegeven van Karen, Kristel en Josje aan Hanne, Klaasje en Marthe.
- Prinsessia Show - De Droomtroon, de eerste show van Prinsessia.
- Bumba in Dromenland, deze show kon men ook al zien in 2012-2013.

### Musical
- Kadanza Together in het Plopsa Theater als vervolg op de musical Kadanza.

### Film
- De rockband Ghost Rockers krijgt zijn eerste bioscoopfilm in december: Ghost Rockers - voor altijd?

## 2017

### Internationaal
- Eind januari 2017 maakte Studio 100 bekend dat het bedrijf 68% van de aandelen van m4e, een Duits bedrijf gespecialiseerd in kinder- en familie-entertainment, heeft overgenomen van de oprichters van 'm4e'[1].

### Theater
- Ketnet viert zijn 20-jarig bestaan met een Throwback Thursday-show. Spring keert eenmalig terug (zonder Anneleen Liégeois) en ook Samson en Gert zijn van de partij. Naast de burgemeester, Van Leemhuyzen en Alberto keert ook Octaaf De Bolle speciaal voor deze show terug. Walter Van de Velde herneemt voor het eerst sinds 2008 de rol.

### Film
- De eerste bioscoopfilm van K3 met de nieuwe bezetting komt uit: K3 Love Cruise.

### Musical
- Unidamu in het Plopsa Theater als vervolg op de musical Kadanza Together.

## 2021-2023
- Gamekeepers is een televisieserie van Studio 100, dat wordt uitgezonden op Ketnet.